# Escut de Talarn

Escut oficial de Talarn

L'escut oficial de Talarn té el següent blasonament: escut caironat partit: 1r de gules, una muralla d'or; 2n d'or, 4 pals de gules. Per timbre una corona mural de vila. Va ser aprovat el 25 de juliol de 1991, per substituir l'escut antic.

## Interpretació
La vila de Talarn, nascuda en un turó entorn de l'antic castell, fou una important plaça fortificada, i la capital del Pallars el 1453. L'escut mostra un llenç de muralla, en record del recinte fortificat al voltant de la vila —del qual encara queden algunes restes— i els quatre pals de Catalunya, en al·lusió a la jurisdicció reial sobre la vila (per exemple, el 1370 el rei va concedir el dret de fer-hi una fira i un mercat, i Talarn era una de les viles que enviava representació a les Corts).

## Escut antic

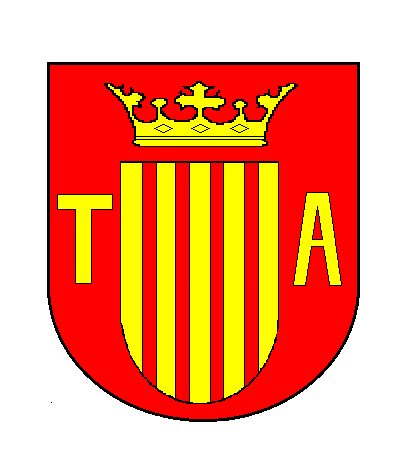
Escut antic de Talarn

L'antic escut fou substituït, el 25 de juliol del 1991, per l'escut actual, adaptat a la normativa vigent sobre símbols oficials. Descripció heràldica: D'or, quatre pals de gules; bordura de gules; en cap, corona d'or; a banda i banda de l'escut, les lletres T i A, d'or.